# Distrito de Žilina
El distrito de Žilina (en eslovaco Okres Žilina) es una unidad administrativa (okres) de Eslovaquia Septentrional, situado en la región de Žilina, con 156 361 habitantes (en 2001) y una superficie de 815 km². Su capital es la ciudad de Žilina, que también es la capital de la región homónima.

## Demografía
| Año        | 1994    | 2004    | 2014    | 2024    |
| ---------- | ------- | ------- | ------- | ------- |
| Población  | 154 965 | 156 869 | 155 989 | 160 360 |
| Diferencia |         | +1,22 % | −0,56 % | +2,80 % |

| Año        | 2023    | 2024    |
| ---------- | ------- | ------- |
| Población  | 160 538 | 160 360 |
| Diferencia |         | −0,11 % |

## Ciudades (población año 2017)
- Rajec 5816
- Rajecké Teplice 3008
- Žilina (capital) 80 978

## Municipios
- Belá 3392
- Bitarová 751
- Brezany 629
- Čičmany 127
- Divina 2384
- Divinka 1024
- Dlhé Pole 1899
- Dolná Tižina 1383
- Dolný Hričov 1610
- Ďurčiná 1085
- Fačkov 640
- Gbeľany 1382
- Hôrky 782
- Horný Hričov 789
- Hričovské Podhradie 352
- Jasenové 626
- Kamenná Poruba 1842
- Kľače 417
- Konská 1534
- Kotrčiná Lúčka 517
- Krasňany 1538
- Kunerad 1044
- Lietava 1482
- Lietavská Lúčka 1845
- Lietavská Svinná-Babkov 1734
- Lutiše 726
- Lysica 834
- Malá Čierna 351
- Mojš 1086
- Nededza 1029
- Nezbudská Lúčka 392
- Ovčiarsko 629
- Paština Závada 228
- Podhorie 904
- Porúbka 486
- Rajecká Lesná 1188
- Rosina 3211
- Stráňavy 1856
- Stránske 841
- Stráža 684
- Strečno 2554
- Šuja 330
- Svederník 1180
- Teplička nad Váhom 4217
- Terchová 4078
- Turie 1995
- Varín 3815
- Veľká Čierna 350
- Višňové 2835
- Zbyňov 872